# Kerstin Langkopf
Kerstin Langkopf ist eine frühere deutsche Rennrodlerin. In den 1980er Jahren gehörte sie zu den besten Rennrodlerinnen Westdeutschlands.
Kerstin Langkopf war zunächst als Juniorin aktiv. Bei den Junioren-Weltmeisterschaften 1984 in Bludenz wurde sie 21., 1986 am Königssee 13. und 1988 in Olang Neunte. Die Junioren-Europameisterschaften 1985 in Königssee beendete sie als 13., 1987 wurde sie in Sarajevo Achte. 1988 kam sie zu ihrem ersten Einsatz bei den Frauen. Bei den Europameisterschaften 1988 in Königssee wurde sie Elfte. Im erstmals bei einer EM ausgetragenen Mannschaftswettbewerb gewann sie gemeinsam mit Georg Hackl, Johannes Schettel, Veronika Bilgeri, Thomas Schwab und Wolfgang Staudinger den Titel. Bei den Weltmeisterschaften 1989 in Winterberg verpasste Langkopf mit Georg Hackl, Johannes Schettel, Margit Paar, Thomas Schwab und Wolfgang Staudinger in der Mannschaft als Viertplatzierte eine weitere Medaille. Im Einzelrennen wurde sie Neunte. Nach der Wiedervereinigung Deutschlands konnte sie sich nicht mehr gegen die nationale Konkurrenz durchsetzen.
National gewann Langkopf 1989 den Titel, 1986, 1987 hinter Veronika Bilgeri und 1990 hinter Jana Bode wurde sie Vizemeisterin.